# Mała Kamienica
Mała Kamienica (niem. Hindorf) – wieś w Polsce położona w województwie dolnośląskim, w powiecie karkonoskim, w gminie Stara Kamienica.

## Podział administracyjny
| SIMC    | Nazwa  | Rodzaj    |
| ------- | ------ | --------- |
| 0192353 | Sosnka | część wsi |

W latach 1975–1998 miejscowość administracyjnie należała do województwa jeleniogórskiego.

## Nazwy historyczne
- 1305 Kempnitz, Parvum Kempnitz
- 1399 Hinter Kempnitz, Hinterdorf
- 1589 Kemnitz
- 1668 Hundorf
- 1677 Hundorff
- 1765 Hyndorf
- 1789 Hindorf
- 1825 Hinterdorf
- 1840 Hindorf
- 1945 Kępnica, Kopica
- 1947 Kamienica Mała, Mała Kamienica

## Zabytki
Do wojewódzkiego rejestru zabytków wpisany jest obiekt:
- kościół filialny pw. św. Barbary, z drugiej połowy XVI w., przebudowany w XVII w. i w 1867 r.

Kościół pw. św Barbary w Małej Kamienicy
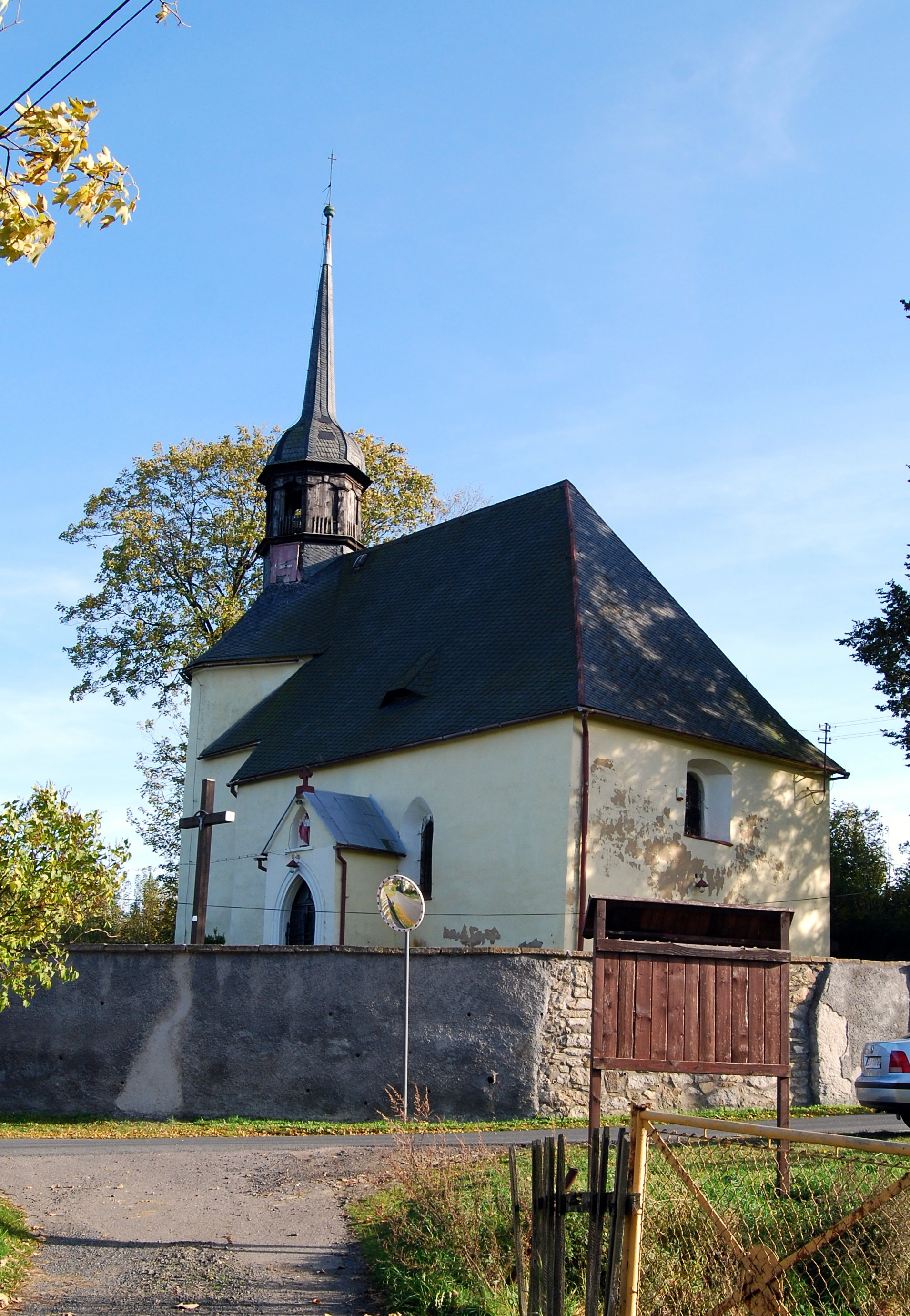
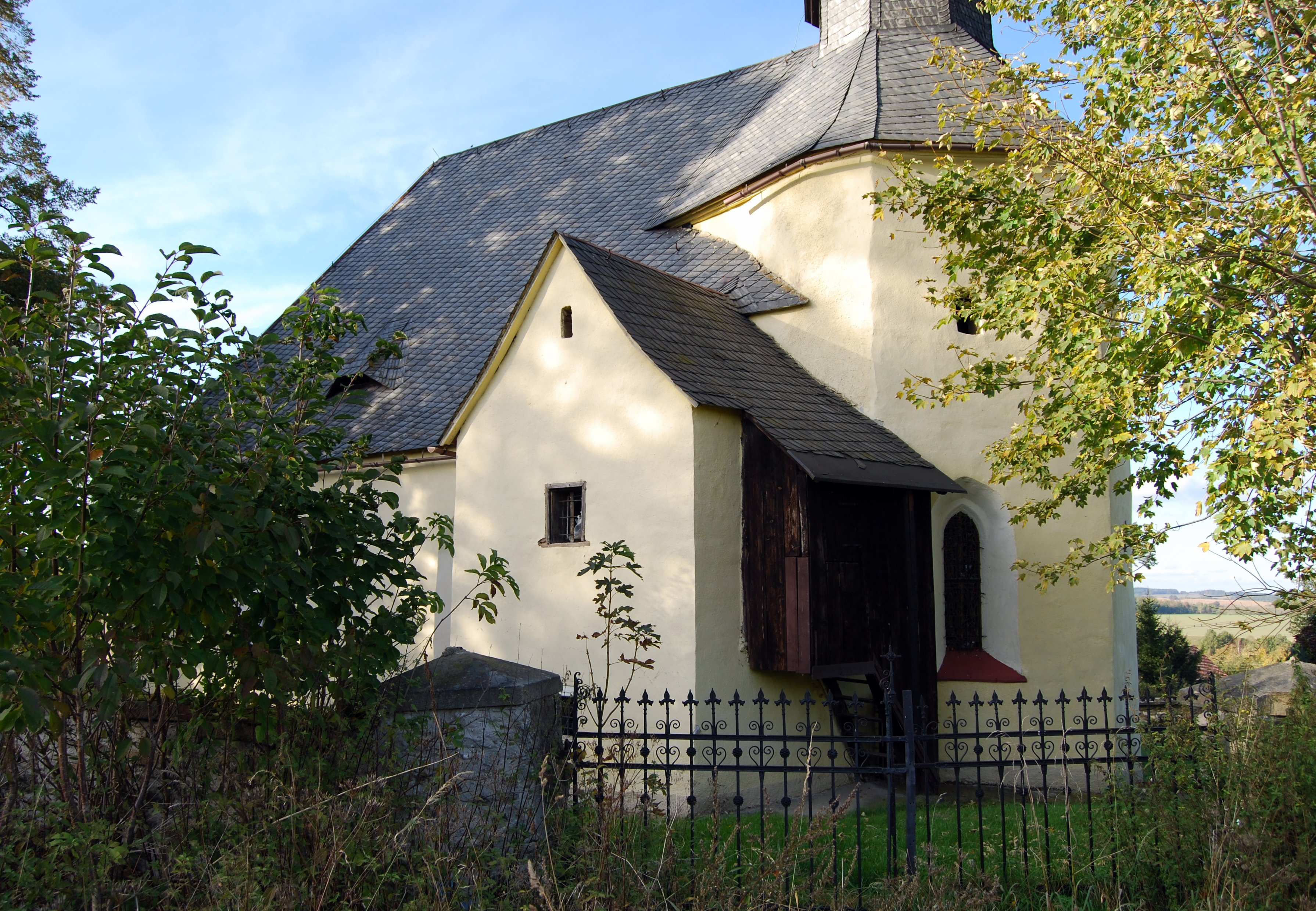
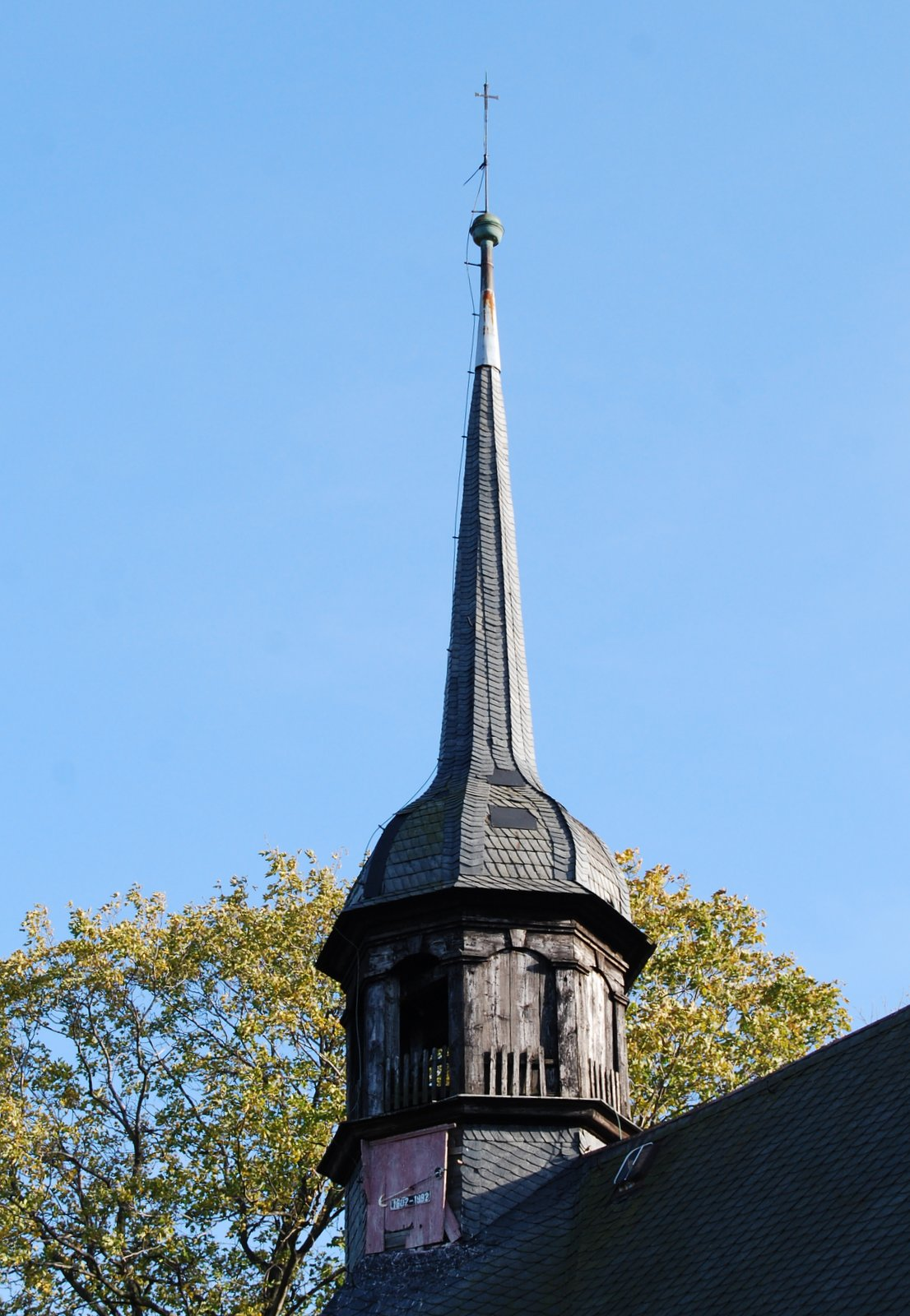
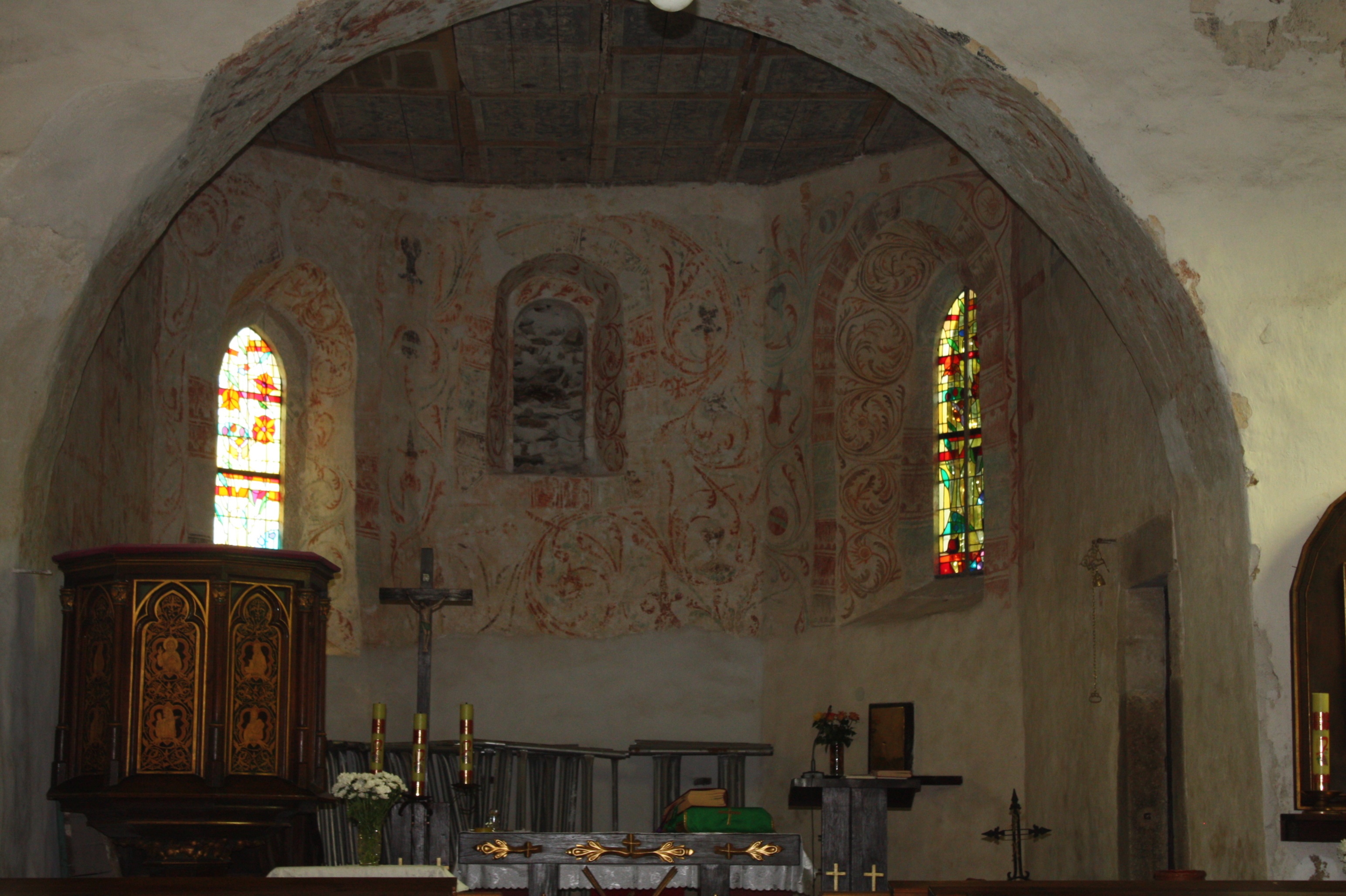
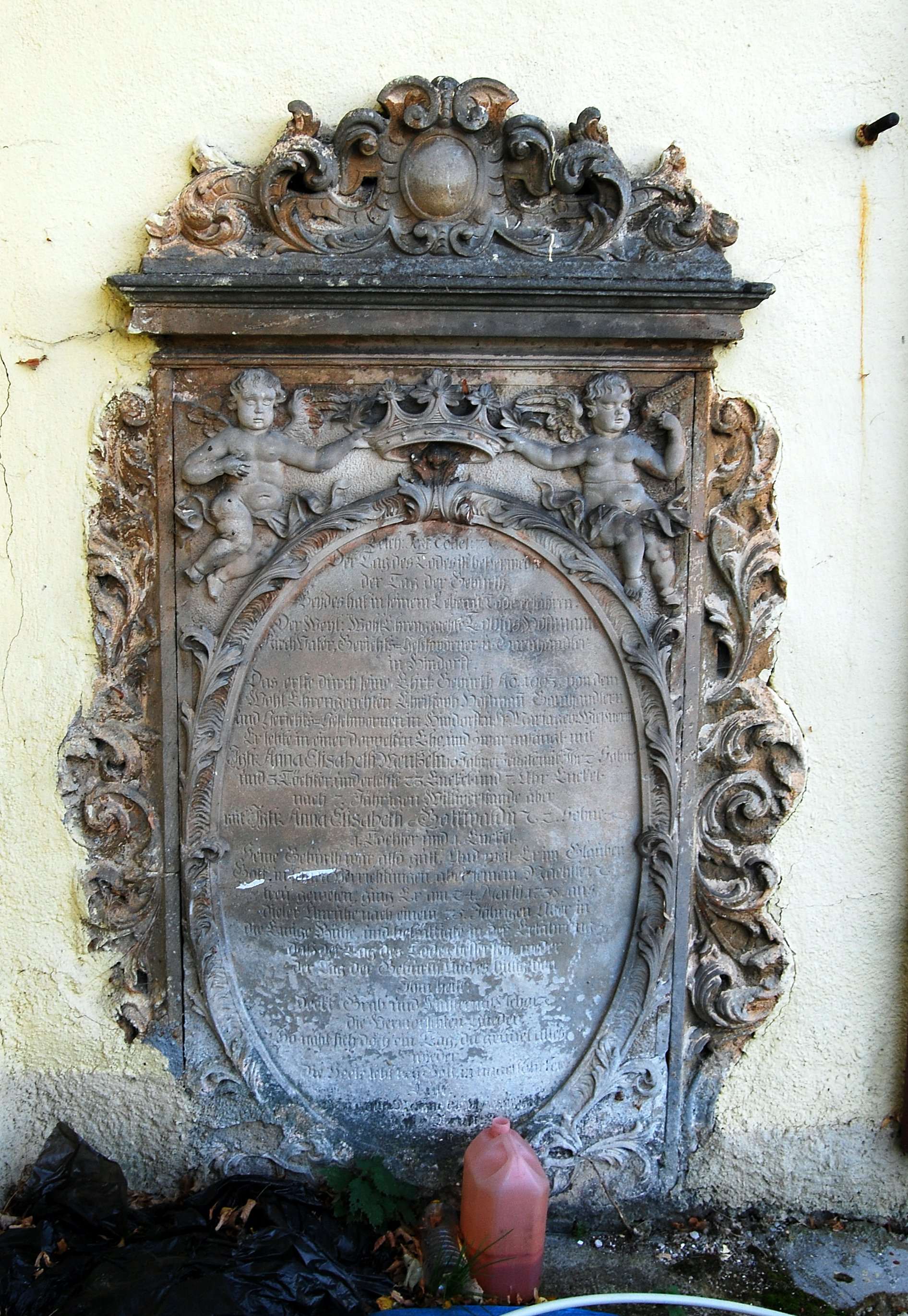